# Тейде (национальный парк)
Национальный парк Тейде (исп. Parque nacional del Teide) — национальный парк в Испании на острове Тенерифе в Канарском архипелаге.

## Описание
Расположен на острове Тенерифе Канарского архипелага, автономное сообщество Канарские острова, провинция Санта-Крус-де-Тенерифе, муниципалитет Ла-Оротава.
Создан 22 января 1954 года на территории вулканической системы острова, включающей вершины Тейде (3718 м) и Пико-Вьехо (3135 м), высочайшие точки островов. Основание вулкана лежит на дне Атлантического океана. Высота от него составляет более 7500 м. По этому показателю данное вулканическое образование уступает лишь гавайским Мауна-Кеа и Мауна-Лоа. К вершине ведёт канатная дорога.
В 2007 году национальный парк стал объектом наследия ЮНЕСКО. Площадь национального парка составляет 189 км², буферной зоны — 541 км².

## Флора и фауна
Несмотря на пустынный пейзаж, животный и растительный мир парка очень биологически разнообразен, и в том числе представлен многими эндемичными видами.
На территории парка растут уникальные для Канарского архипелага сосновые леса, образованные местной эндемичной канарской сосной (Pinus canariensis). Из других деревьев и кустарников присутствуют можжевельник древесный (Juniperus cedrus), ракитник (Spartocytisus supranubius), ладанник (Cistus osbaeckiaefolius); из травянистых растений — желтушник Erysimum scoparium, фиалка Viola cheiranthifolia, синяк (Echium auberianum, синяк Вильдпрета Echium wildpretii).
Местные виды птиц: удод (Upupa epops), зарянка (Erithacus rubecula), обыкновенная лазоревка (Cyanistes caeruleus), голубой зяблик (Fringilla teydea), канарский канареечный вьюрок (Serinus canarius), одноцветный стриж (Apus unicolor), горная трясогузка (Motacilla cinerea), канарский конёк (Anthus berthelotii).
В парке представлены эндемичные для Канарского архипелага виды рептилий: ящерица Gallotia galloti, халцид Chalcides viridanus, геккон Tarentola delalandii.

3D-карта поверхности парка Тейде
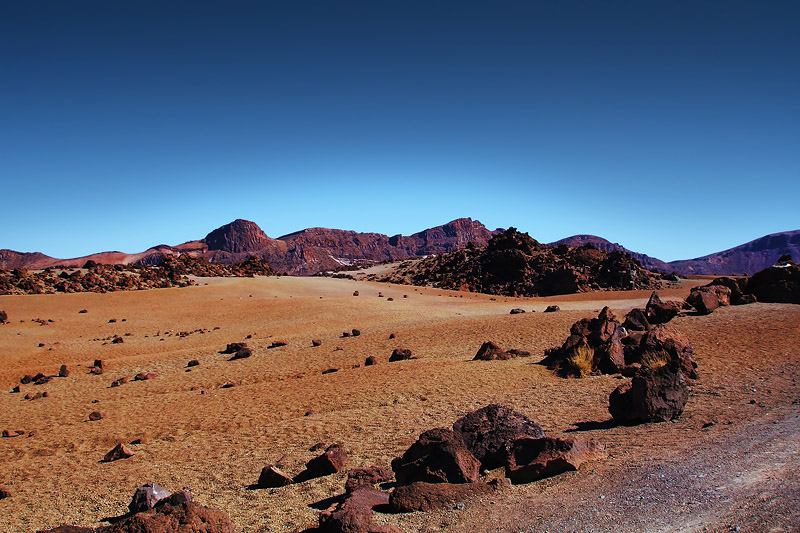
Пейзаж национального парка Тейде
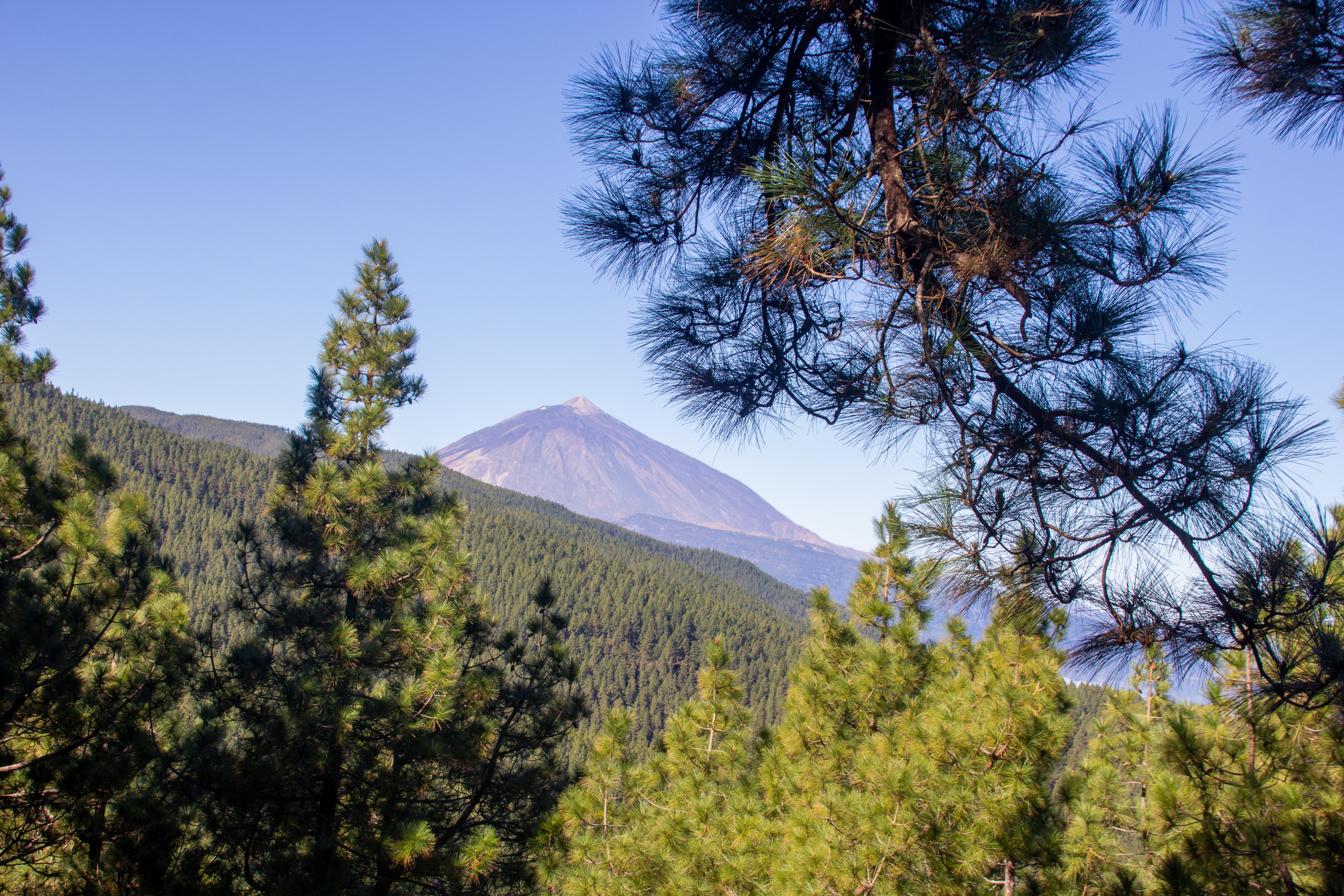
Канарские сосны в национальном парке Тейде
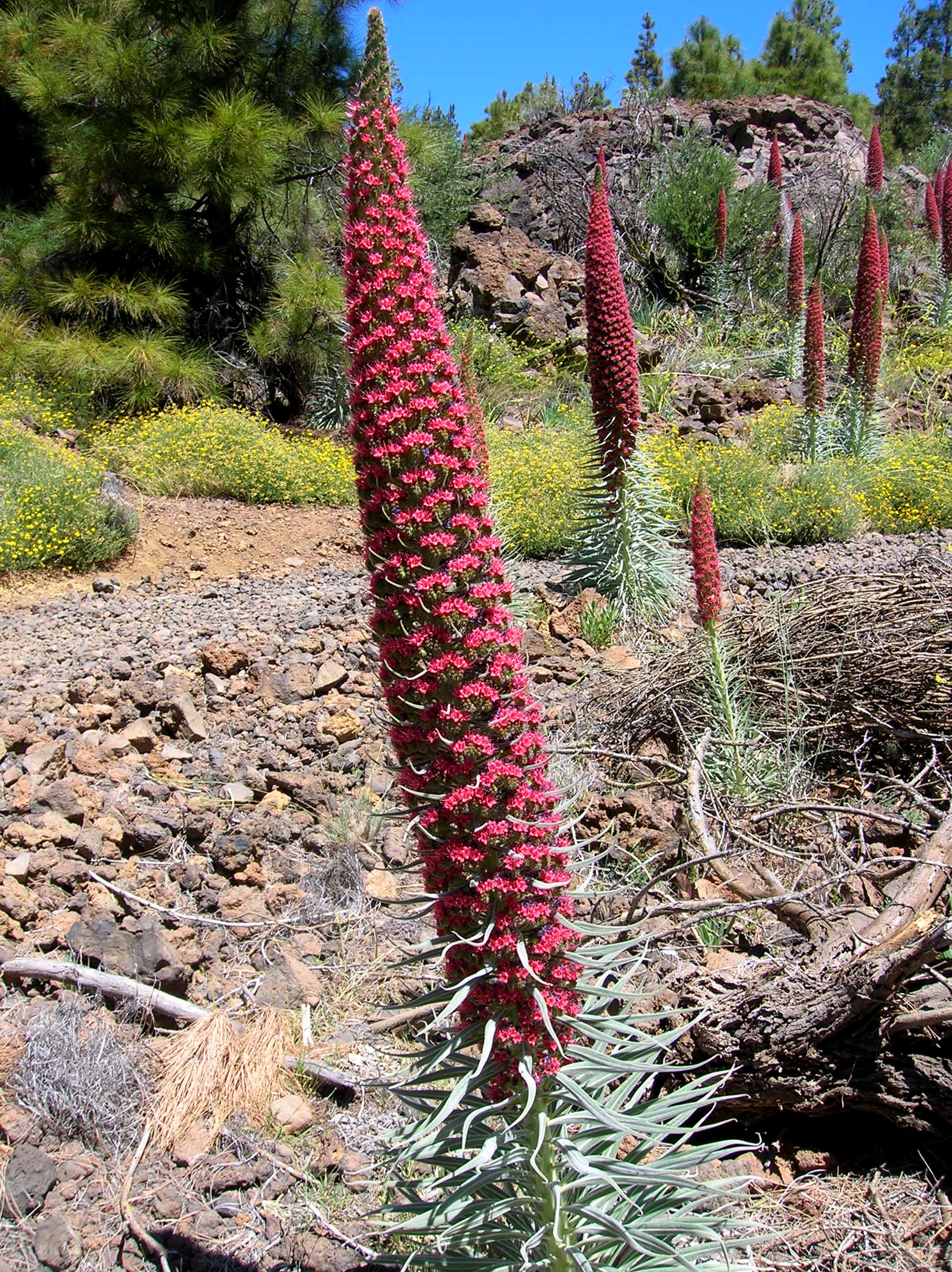
Синяк Вильдпрета на Тенерифе
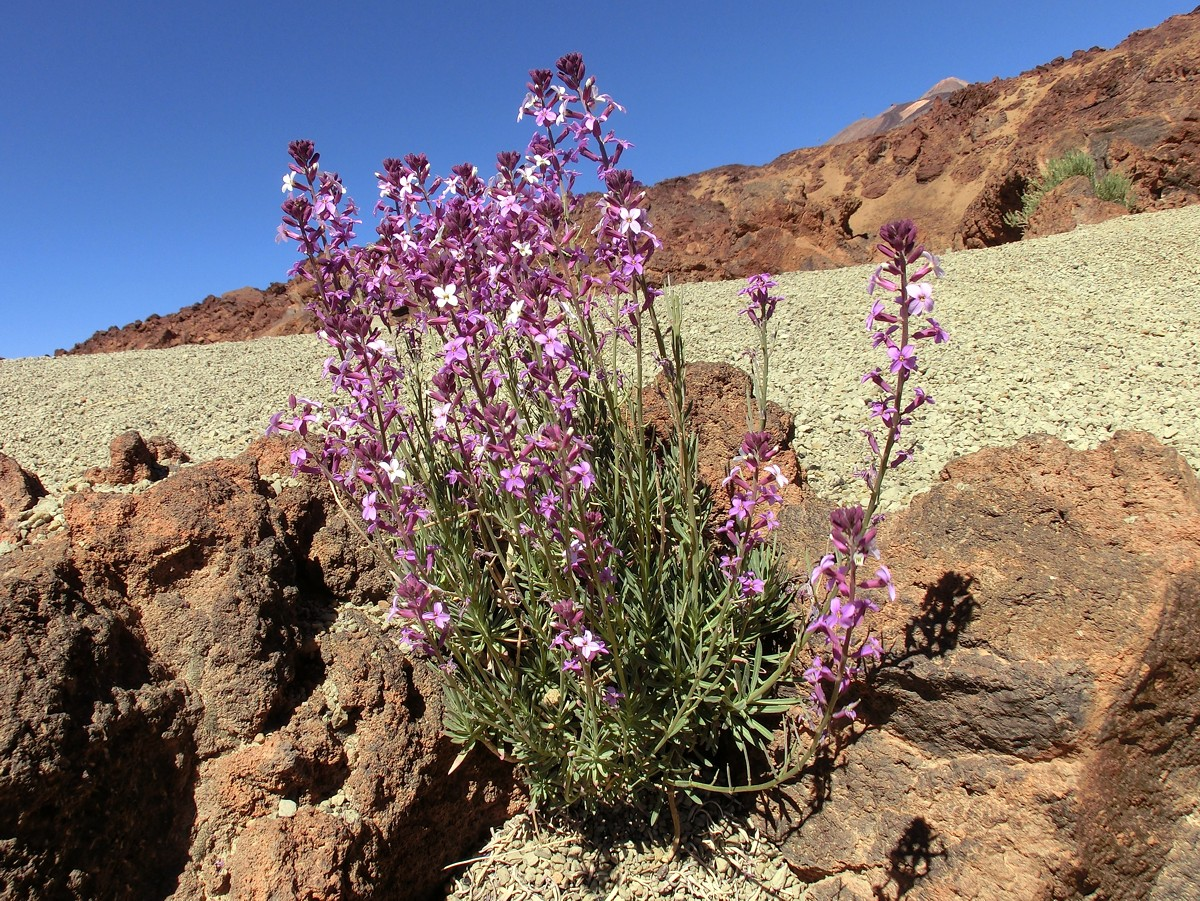
Канарский эндемик Erysimum scoparium
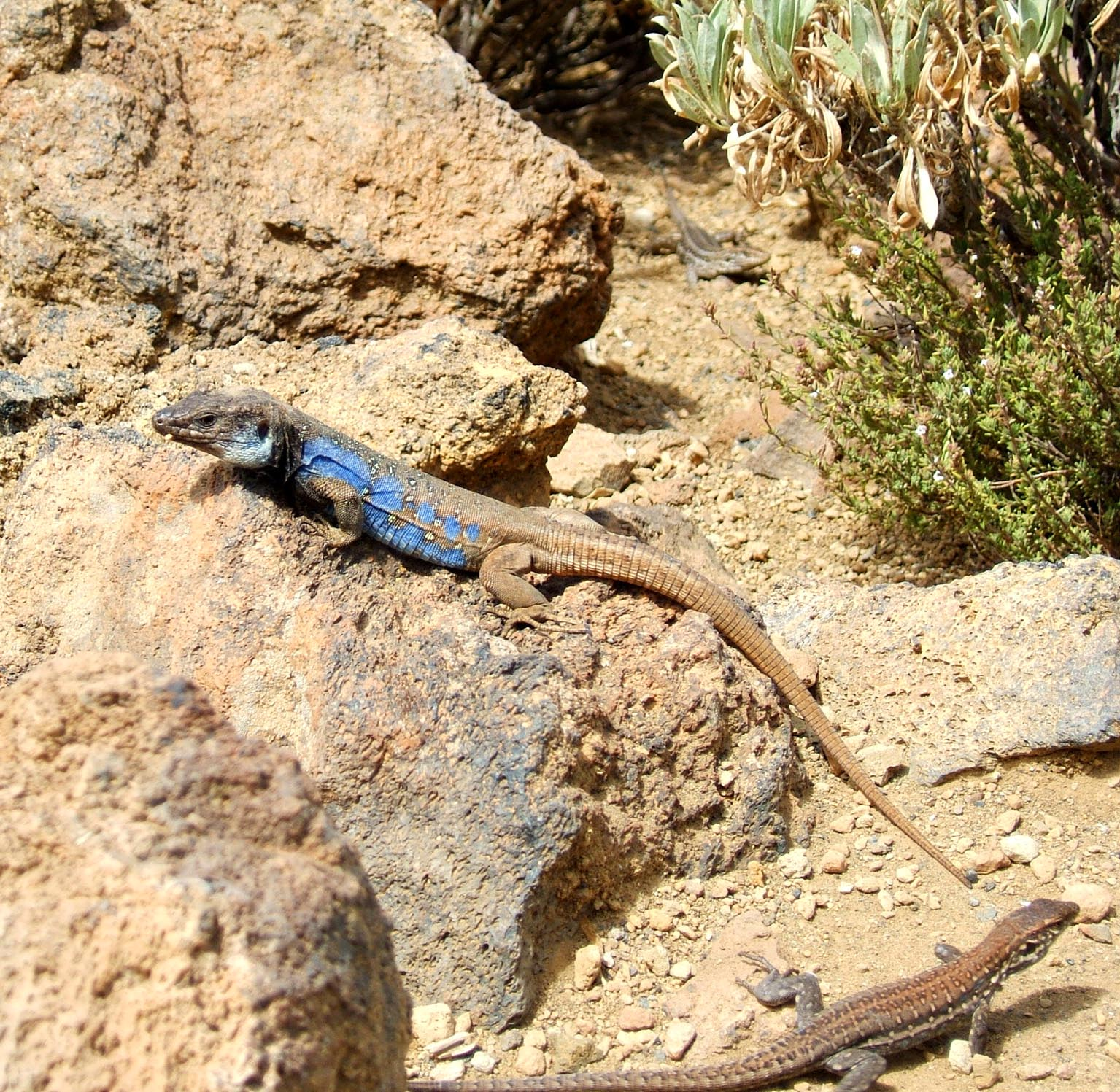
Южнотенерифская ящерица вида Gallotia galloti
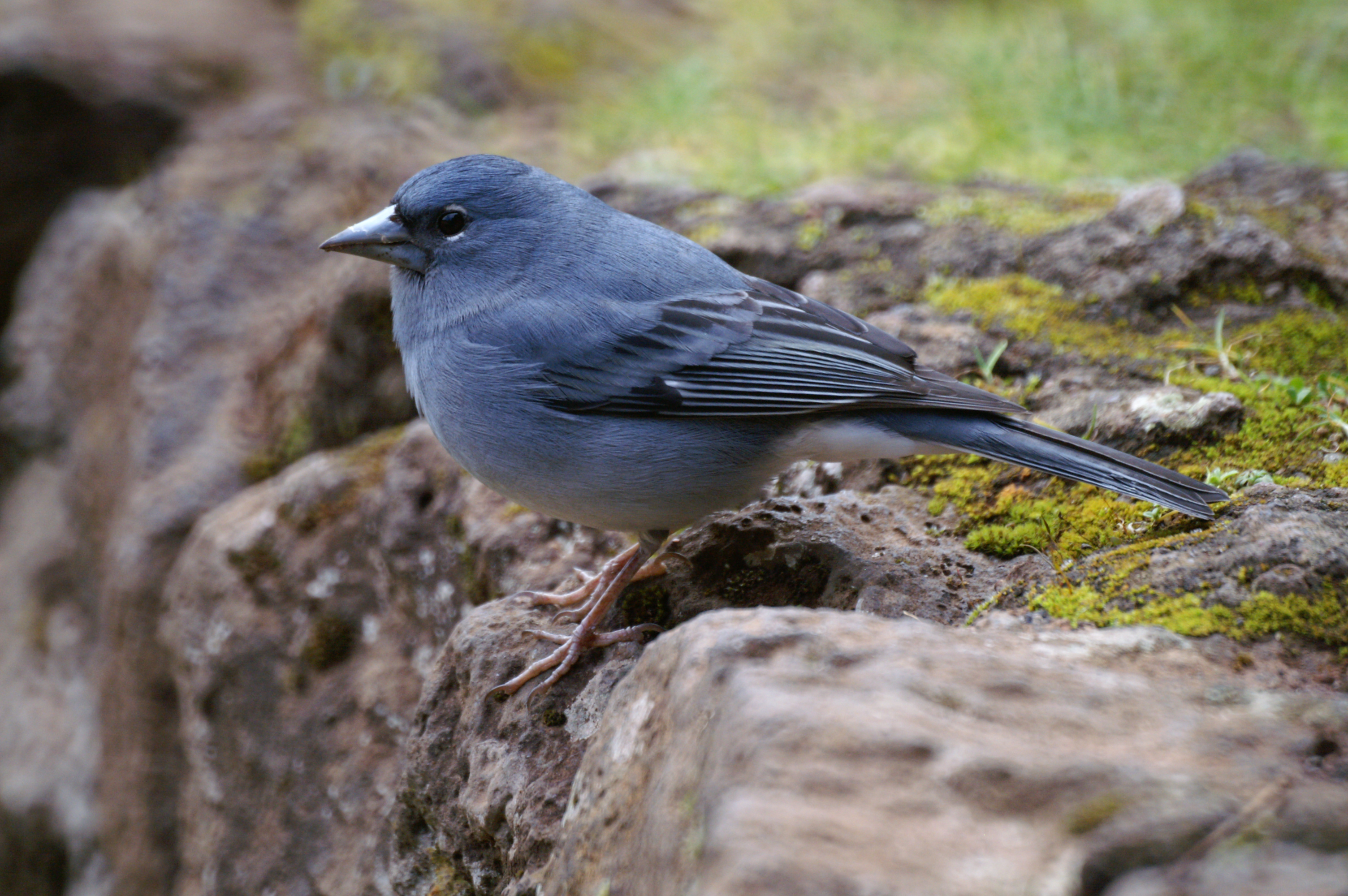
Голубой зяблик Fringilla teydea
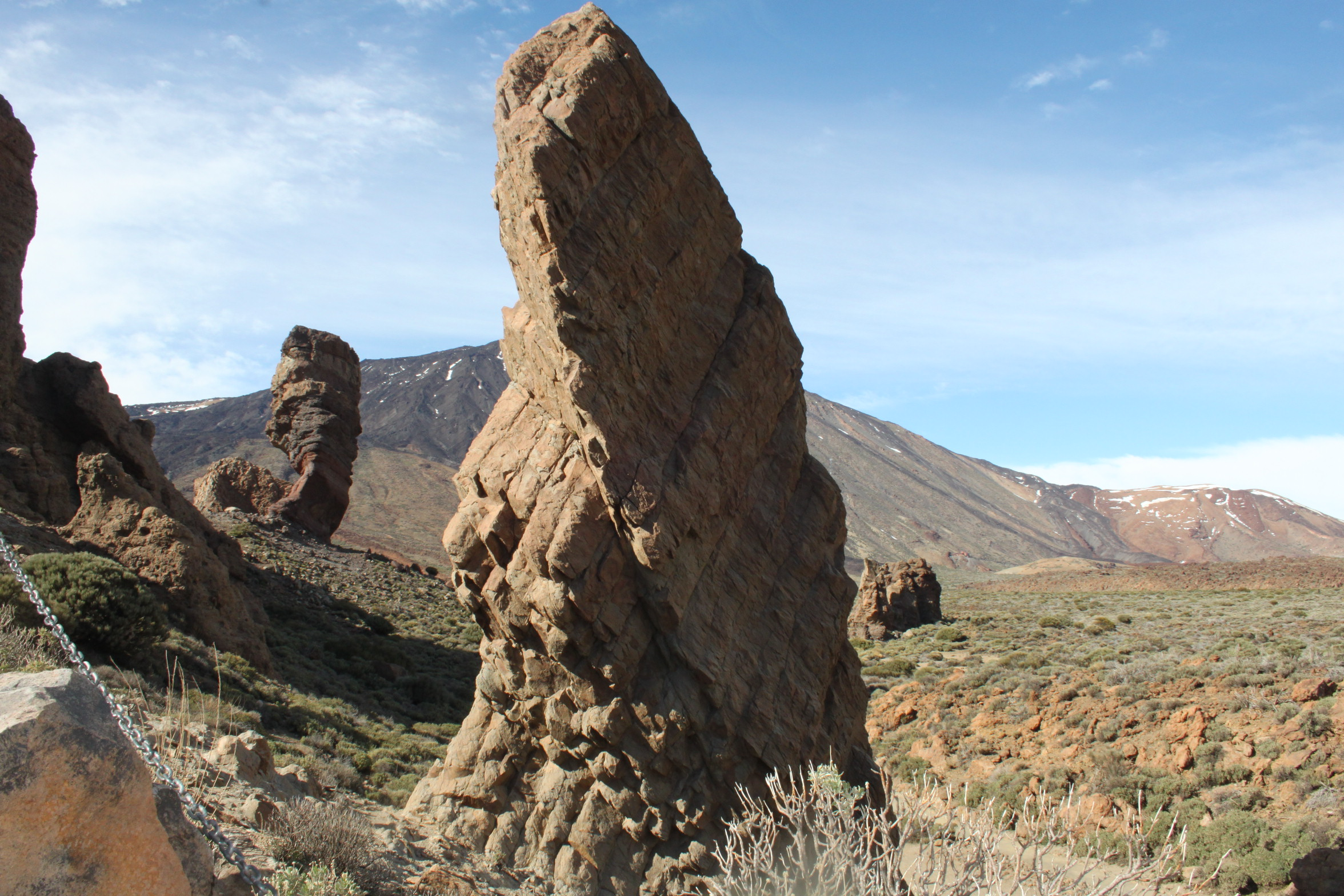
Скала «Палец Бога» в парке Тейде